# 열미초당필기
열미초당필기(閱微草堂筆記)는 청기의 지괴소설이다.
작자는 청(淸)의 기윤(1724-1805), 자는 효람(曉嵐)으로 허베이(河北) 헌현(獻縣) 사람이다. <사고전서(四庫全書)>의 편찬에 종사하였고, 관직은 태자태보(太子太保)에 올랐다. 시호는 문달(文達).  1789년부터 1798년에 걸쳐 씌어진 <난양소하록> 6권, <여시아문(如是我聞)> 4권, <괴서잡지(槐西雜志)> 4권, <고망청지(姑妄聽之)> 4권, <난양속록> 6권의 5집을 1800년에 성시언(盛時彦)이 합편하여 <열미초당필기>라고 이름붙였다. 문장은 간결한 육조의 지괴체를 따랐고, 고귀(孤鬼)의 말을 빌어, 비인간적인 송유(宋儒)의 인간관을 풍자한 괴이소설집이다. 문말의 평어가 적절하여 저자의 식견을 엿볼 수 있다.

## 내용
≪열미초당필기(閱微草堂筆記)≫는 유머 대사 기윤(紀昀)이 만년에 보고 들었던 것을 회상하여 쓴 필기체 소설로, 오늘날 그를 문인으로 남게 한 작품이다. 모두 1244가지의 이야기가 실려 있는데 그 가운데서도 여우와 귀신 이야기가 반수 이상을 차지하고 있다. 기윤은 여우와 귀신에 대한 자신의 견해를 밝히면서 이들의 몸을 빌려 관리 세계의 부정부패와 뇌물수수, 재물 앞에서 벌벌 떠는 인간의 악착스러움, 봉건 예교 아래에서 희생되어 가는 노비와 아녀자, 다른 사람을 죽여 자신의 배를 채우거나 가난에 쪼들려 자식과 아내를 파는 백성들의 참혹한 삶, 겉으로는 지식인인 척하면서 뒤로는 과부의 재산을 가로채려고 모의를 꾸미는 유학자들, 사람이 죽어나가는 판에 탁상공론만 하는 지식인들의 위선을 폭로하고 있다.

## 평가
≪열미초당필기≫는 매 권이 탈고될 때마다 많은 문인들과 서점 상인에 의해 초록되어 전해졌고, 표절작까지 출현할 정도로 인기가 많았다. 베이징(北京) 대학교 초대 총장인 차이위안페이(蔡元培)는 ≪열미초당필기≫를 ≪홍루몽(紅樓夢)≫·≪요재지이(聊齋志異)≫와 함께 청대(淸代) 3대 유행 소설로 손꼽았다. 그러나 1950∼1960년대에 와서 ≪열미초당필기≫는 각종 문학사와 소설사에서 봉건윤리를 선양하는 반동소설로 낙인찍히기 시작했고, 심지어는≪요재지이≫와 함께 이야기할 만한 좋은 작품이 아니라 오히려 계급 대립 작품으로까지 인식되었다. 그러다가 1980년대 후반부터 ≪열미초당필기≫에 대한 재평가가 시작되었고, 그에 대한 붐이 일기 시작했다.

## 가치
그는 자신의 부형, 조카, 친구, 스승, 동료, 부하뿐만 아니라 하인, 하녀, 심지어는 날품팔이꾼 등에게서도 이야기의 소재를 제공받았고, 특히 하층민들의 사상과 감정, 욕망과 이상을 여과 없이 전달하려고 애를 썼다. 그리하여 기윤은 이야기를 풀어나가면서 이야기의 기록자인 자신과 이야기의 화자, 그리고 이야기 주인공의 시각을 착종시킴으로써 새로운 심미 세계를 창조해 내었고, 심리 묘사보다는 외부 묘사에 중점을 두어 송명(宋明)의 이학(理學)에 빠져 있는 강학가(講學家)들의 허위에 찬 행동과 속셈을 교묘하게 그려냄으로써 스스로의 가치를 높였다.

## 같이 보기
- 기윤